# Javier Umbides
Javier Horacio Umbides (Santiago del Estero, Argentina, 9 de febrero de 1982) es un exfutbolista argentino. Jugó como mediocentro y su último equipo en el cual se retiró fue Atromitos FC de la Superliga de Grecia. Tiene 43 años.

## Trayectoria
Arrancó su carrera en All Boys en 1999 en la Segunda División del Fútbol Argentino donde jugó una temporada y luego pasó a la Primera División Argentina para jugar en Argentinos Juniors. En 2002 jugó para Estudiantes (BA) en la Primera B Metropolitana.
Luego disputó una temporada en Defensores de Belgrano, y otra en Defensa y Justicia, donde fue figura en la mayoría de la campaña. Estuvo una temporada en su club de origen All Boys. Hasta el año 2011 jugó para Olympiakos Volou de Grecia. Después de que su club, Olympiakos Volou, descendió a la última categoría del fútbol griego por arreglo de partidos, fue fichado por Aris Salónica FC, uno de los clubes más populares de Grecia. En 2012 fue fichado por Orduspor de Turquía. A mediados del año 2013 regresó al fútbol griego, para desempeñarse en Atromitos de la Super Liga de Grecia, también disputó internacionalmente la UEFA Europa League 2013/14 y 2014/15. El 26 de enero de 2015 marcó el segundo gol más rápido en la historia de la Super Liga de Grecia a los 10 segundos del partido en el empate entre Atromitos y Panetolikos FC.Continuó su carrera en Atromitos hasta el año 2021 en el cual anunció su retiro al final de la temporada.Con 278 partidos,se convirtió en el jugador de Atromitos con más partidos jugados en la liga Griega.

## Clubes
| Club                   | País      | Año       | Partidos | Goles |
| ---------------------- | --------- | --------- | -------- | ----- |
| All Boys               | Argentina | 1999-2000 | 12       | 0     |
| Argentinos Juniors     | Argentina | 2001-2002 | 0        | 0     |
| Estudiantes (BA)       | Argentina | 2002-2004 | 74       | 8     |
| Defensores de Belgrano | Argentina | 2004-2005 | 12       | 0     |
| Estudiantes (BA)       | Argentina | 2005-2007 | 82       | 14    |
| Defensa y Justicia     | Argentina | 2007-2008 | 33       | 4     |
| All Boys               | Argentina | 2008-2009 | 37       | 5     |
| Olympiakos Volou       | Grecia    | 2009-2011 | 49       | 11    |
| Aris Salónica          | Grecia    | 2011-2012 | 25       | 3     |
| Orduspor               | Turquía   | 2012-2013 | 31       | 2     |
| Atromitos FC           | Grecia    | 2013-2021 | 278      | 34    |

## Palmarés
| Título                                    | Club             | País      | Año  |
| ----------------------------------------- | ---------------- | --------- | ---- |
| Primera B Metropolitana (Torneo Apertura) | Estudiantes (BA) | Argentina | 2006 |
| Beta Ethniki                              | Olympiakos Volou | Grecia    | 2010 |